# بوينا فيستا (كولورادو)
بوينا فيستا (بالإنجليزية: Buena Vista, Colorado)‏ هي بلدة تقع في مقاطعة تشافي، كولورادو بولاية كولورادو في الولايات المتحدة. تبلغ مساحتها 8.9 (كم²)، وترتفع عن سطح البحر 2428 م، بلغ عدد سكانها 2195 نسمة في عام 2000 حسب إحصاء مكتب تعداد الولايات المتحدة وتصل الكثافة السكانية فيها 246.6 نسمة/كم2.

## أعلام
- روبرت جيمس إيتون

## وصلات خارجية
- Town of Buena Vista
- The US50 - Cities and Towns in Colorado State
- Colorado Cities and Towns, Facts, Map, Flag, Colleges, Government, and More